# Betsaida

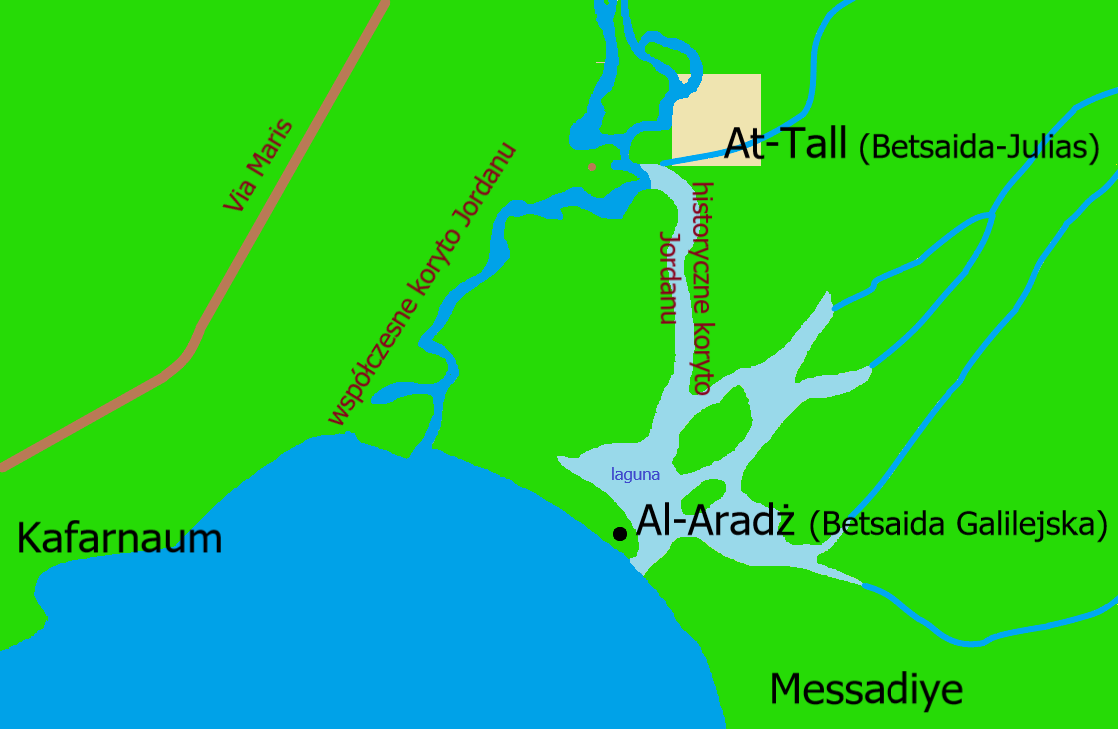
Mapa przedstawiająca lokalizację Al-Aradż i At-Tall – kandydujących do uznania za miejsce istnienia biblijnej Betsaidy. (Na podstawie: Bargil Pixner „Searching for the New Testament Site of Bethsaida”, 1985).

Betsaida (hebr. ‏בֵּית צַידָאּ‎, beth-tsaida; gr. Βηθσαϊδά, pol. Dom rybaka, Dom polowania lub Dom polowania/dziczyzny), Liwias, Julias (być może Bet-Ramta(?)) – biblijne miasto, obok Jerozolimy i Kafarnaum najczęściej wymieniana miejscowość w Ewangeliach. Położona była na terytorium Filipa Tetrarchy (jeden z synów Heroda Wielkiego), w pobliżu ujścia Jordanu do jeziora Genezaret. Betsaida wraz z Kafarnaum i Korozain zwane często są przez współczesnych uczonych „trójkątem ewangelicznym”, gdzie Jezus był najbardziej aktywny (Mt 11, 20–24; Łk 10, 13–15).
Ewangelie wspominają Betsaidę jako miejsce pobytu Jezusa i Apostołów, oraz miejsce uzdrowienia niewidomego. Według Ewangelii Łukasza (Łk 9, 10–11) w okolicy Betsaidy Jezus miał dokonać cudu rozmnożenia chleba i ryb, oraz nakarmienia nimi zgromadzonych tłumów. Ewangelia Jana określa, że Betsaida była miastem rodzinnym Apostołów: Piotra, Andrzeja i Filipa. Betsaida jest wymieniana jako jedno z trzech miast (obok Korozain i Kafarnaum) przeklętych przez Jezusa, jako niechętnych do przyjmowania jego nauk.
Na przestrzeni wieków wiedza o lokalizacji biblijnego miasta uległa zatarciu. Już w okresie krzyżowców identyfikacja lokalizacji Betsaidy stała się niejasna. Po trzynastym wieku pielgrzymi udający się do Betsaidy odwiedzali miejsce w pobliżu Khirbet Al-Minje. Dyskusja nad lokalizacją biblijnej Betsaidy rozpoczęła się dopiero po wizycie anglikańskiego duchownego i antropologa Richarda Pococke w Palestynie w 1738.
Od XIX wieku do uznania za lokalizację biblijnej Betsaidy pretendowały trzy miejsca: beduińska wioska Messadiye, mała, opustoszała osada Al-Aradż (Beit Habek) i stanowisko archeologiczne (tell) At-Tall. Z czasem pod uwagę brano jedynie dwie ostatnie lokalizacje – dzisiejszą małą osadę Al-Aradż, oraz At-Tall. Messadiye i Al-Aradż zdawały się mieć przewagę w tej rywalizacji, bowiem bezpośrednio przylegają do linii brzegowej Jeziora Tyberiadzkiego, co winno pasować do miejscowości rybackiej. Z kolei At-Tall jest zlokalizowane w odległości 2 km od brzegu, ale regularne prace sondażowe i wykopaliska archeologiczne prowadzone na tym terenie od 1987 ujawniły istnienie śladów ufortyfikowanych murów miejskich, budowli pałacowej, budynku o przeznaczeniu sakralnym oraz liczne pozostałości domów mieszkalnych, w których odnaleziono, między innymi, liczne fragmenty wyposażenia rybackiego: haczyki, sieci, żelazne kotwy i igły. W związku z tym, od lat 90. XX wieku utrwalił się pogląd lokalizujący biblijną Betsaidę na tellu At-Tall.
Po nieoczekiwanym znalezieniu w Al-Aradż (2014–2019) ruin bizantyńskiej budowli identyfikowanej jako kościół chrześcijański – prawdopodobnie kościoła Apostołów, o którym wspominali średniowieczni podróżnicy, a – na niższym poziomie – starszych ruin budynku łaźni i zajmujących rozległy teren pozostałości po domach mieszkalnych, archeolodzy skłaniają się do uznania, że to jednak ta lokalizacja jest silniejszym kandydatem do uznania za miejsce istnienia biblijnej Betsaidy. Podczas prac archeologicznych okazało się, że zabudowania z okresu rzymskiego były posadowione na znacznie niższych rzędnych od zakładanych, co sprawia, że rewizji podlegają ugruntowane przez lata oceny ukształtowania terenu i poziomu jeziora w okresie rzymskim oraz możliwych granic lokalizacji zabudowań na tym terenie.
Prace archeologiczne – zarówno w At-Tall, jak i Al-Aradż – są kontynuowane.

## Betsaida w Biblii
Nazwa miejscowości „Betsaida” przetrwała jedynie dzięki zapisom w Nowym Testamencie, a lokalizacja miasta została zapomniana.

### Betsaida w Starym Testamencie
Polski biblista i historyk Piotr Briks spekuluje, że z Betsaidy mogła pochodzić biblijna Maaka, matka jednego z synów Dawida – Absaloma, a Absalom miał się tam ukrywać przez trzy lata, chroniąc się przed gniewem ojca.
Odkryte przez archeologów na tellu At-Tall – którego lokalizacja, od lat 90. XX w., była utożsamiana z miejscem istnienia biblijnej Betsaidy – aramejskie miasto zostało podbite i zniszczone przez asyryjskiego króla Tiglata-Pilesera III podczas jego kampanii w regionie w 734 lub 732 roku p.n.e. O kampanii tej wzmiankuje 2 Księga Królewska (2 Krl 15,29–30; 16,7–9). Od czasu tego zniszczenia, aż do okresu hellenistycznego, miejsce to było słabo zamieszkane. Ponowne jego zasiedlenie prawdopodobnie nastąpiło w III wieku p.n.e., a największy rozwój przypadł na czasy Filipa Tetrarchy, jednego z synów Heroda Wielkiego. W tym czasie Betsaida była drugim po Jerozolimie miastem pod względem wielkości w państwie.

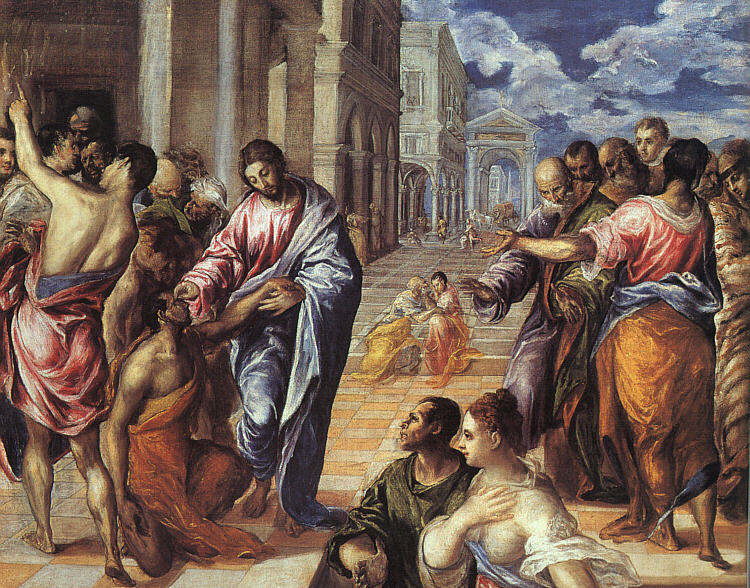
„Chrystus uzdrawiający ślepca” – obraz El Greco (lata 70. XVI wieku)

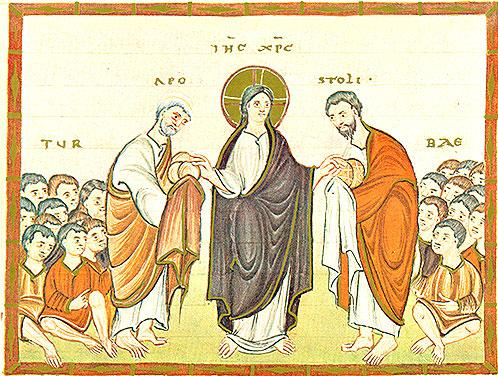
Miniatura z „Kodeksu Egberta” (X w.) przedstawiająca cudowne rozmnożenie chleba

### Betsaida w Nowym Testamencie
Pod nazwą Betsaida (w greckiej formie: „Bethsaida”, co odpowiada aramejskiej formie „Beth Saida”) miejscowość po raz pierwszy pojawia się w Ewangeliach, jako lokalizacja związana z życiem Jezusa i Apostołów, cudami dokonanymi przez Jezusa oraz z innymi wydarzeniami.
W Ewangelii Marka (Mk 8, 22–26) Betsaida jest wspominana jako miejsce pobytu Jezusa i Apostołów, oraz miejsce uzdrowienia niewidomego. Według Ewangelii Łukasza (Łk 9, 10–11) w okolicy Betsaidy Jezus miał dokonać cudu rozmnożenia chleba i ryb, oraz nakarmienia nimi zgromadzonych tłumów. Ewangelia Jana (J 1,44; J 12,21) określa, że Betsaida była miastem rodzinnym Piotra, Andrzeja i Filipa. Betsaida jest wymieniana jako jedno z trzech miast (obok Korozain i Kafarnaum) przeklętych przez Jezusa, jako niechętnych do przyjmowania jego nauk (Łk 10, 1.3–15; Mt 11,21–2,3). O Betsaidzie wspominają także pisma apokryficzne: Ewangelia Hebrajczyków oraz Ewangelia Ebionitów. Ewangelia Łukasza określa Betsaidę jako miasto.
Opisy ewangeliczne nastręczają nieco problemów interpretacyjnych. Ewangelia Jana w pierwszym rozdziale wyjaśnia: „Filip zaś pochodził z Betsaidy, z miasta Andrzeja i Piotra”, zaś w rozdziale 12 daje relację: „Oni więc przystąpili do Filipa, pochodzącego z Betsaidy Galilejskiej, i prosili go mówiąc: «Panie, chcemy ujrzeć Jezusa»”. Tymczasem Ewangelia Marka (Mk 1,21.29) sugeruje, że dom Szymona-Piotra i Andrzeja był zlokalizowany w Kafarnaum: „Przyszli do Kafarnaum. Zaraz w szabat wszedł do synagogi i nauczał. (...) Zaraz po wyjściu z synagogi przyszedł z Jakubem i Janem do domu Szymona i Andrzeja”.
Dr Richard Freund, archeolog, były dyrektor Maurice Greenberg Center for Judaic Studies na Uniwersytecie Hertfordshire, kierownik studiów judaistycznych na Christopher Newport University w Newport News wskazuje na cztery możliwe rozwiązania tej kwestii:
1. Autor Ewangelii Jana może stosować nazwę Betsaida w sposób symboliczny, jako „dom rybaka” lub „miejsce połowu”. Szczególnie to drugie znaczenie może dobrze korespondować z wypowiedziami Jezusa, wskazującego uczniom ich nowe zadanie: «Nie bój się, odtąd ludzi będziesz łowił»(Łk 5,10[31]). Freund uważa, że symboliczny język autorów Ewangelii nie odnosi się do szczegółów chronologicznych czy geograficznych. Precyzję w zakresie takich szczegółów i tak utrudniał fakt powstania Czwartej Ewangelii dopiero pod koniec I wieku n.e., a w związku z tym Autor mógł mieć zasadnicze problemy przy próbie identyfikacji szczegółów funkcjonowania i geografii Galilei na początku stulecia, a więc przed zniszczeniem Betsaidy w okresie wojny żydowskiej (66–73)[32];
2. Poszczególne przekazy tradycyjne mogły różnić się między sobą wieloma szczegółami – także w zakresie geografii. Podobnie jaka w odniesieniu do Jezusa odnotowywano, że pochodzi z Nazaretu i z Betlejem. Być może na podobnej zasadzie Ewangelia Jana wskazuje, że – tradycyjne lub rodowe – domy uczniów znajdowały się w Betsaidzie, a Ewangelie synoptyczne utrzymywały, że w Kafarnaum[32];
3. Na danym obszarze mogło dojść do zmian geograficznych. Zarówno pod względem geologicznym jak i politycznym[32]. Na przestrzeni 200 lat (I w. p.n.e. oraz I w. n.e.) przebieg granicy między Galileą a Golan podlegał zmianom. Józef Flawiusz na przykład wskazywał, że zlokalizowane w znacznej odległości od Jordanu po wschodniej stronie Jeziora Tyberiadzkiego miasta Hippos i Gadara (Umm Qais), znajdowały się w granicach Galilei i Golanu[32][d]. Zasadniczo granicę Galilei na wschodzie wyznaczała rzeka Jordan. Literatura rabinistyczna również w taki sposób ją pojmowała[32][34]. Problemem jest ustalenie, czy Betsaida leżała na terenie Galilei, czy też na wschód od jej granicy. Część naukowców uważała, że w starożytności Galilea rozciągała się także na tereny położone na wschód od ujścia Jordanu do jeziora. Inna teoria zakłada, że być może istniały dwie Betsaidy: jedna na terenie Galilei, a druga na wschód od Jordanu. Dlatego słowa Autora Ewangelii Jana używającego określenia „Betsaida Galilejska” mogły być prawdziwe[32];
4. Brak precyzji w oznaczaniu lokalizacji Betsaidy przez Ewangelistów mógł też wynikać z faktu, że nie byli biegli w geografii. Ewangelia Jana była prawdopodobnie pisana daleko od Galilei, a określenie „Galilea” było ogólną ramą geograficzną, a nie ścisłym określeniem geograficznym[33][e].

## Źródła żydowskie i rzymskie na temat lokalizacji Betsaidy
Żydowski uczony Samuel Klein uważał, że wspominana w źródłach rabinicznych miejscowość o nazwie „Saydan”, jest alternatywną formą starożytnej nazwy Betsaidy (z pominięciem przedrostka „beth” i dodaniem końcowego „n”). Bargil Pixner zwraca uwagę, że w greckim tekście Ewangelii Marka (Mk 6,45 i Mk 8,22) miejscowość faktycznie nazywana jest „Betsaidan”. Przemysław Nowogórski neguje ten argument, zwracając uwagę, że badając całość wyrażenia (pros Bethsaidan) należy odnotować, iż zaimek „pros” – w znaczeniu „naprzeciw” wymagał użycia biernika. Tym samym końcowe „n” nie należy do nazwy miejscowości w mianowniku, ale jest gramatyczną formą biernika.
Źródła żydowskie podkreślały lokalizację Betsaidy/Saydanu w pobliżu zbiornika wodnego i konstatowały, że miejscowość funkcjonowała dzięki łowiectwu i rybołówstwu. Talmud Jerozolimski (ok. V n.e.) wskazuje, że Saydan był położony w rejonie ujścia Jordanu do jeziora Galilejskiego (Szekalim 6.2). Zwracano także uwagę, że aramejskie formy nazwy Betsaidy Bejt zajda lub Bejt zajjadah można przetłumaczyć jako miasto łowieckie, czy miasto rybackie. Midrasz Koheleta (2.8) wspominał o tym, że rabin Jehoszua nabył w Saydan bażanty na ucztę cesarza Hadriana. O obfitości ryb w wodach koło miasta wspominał także rabin Szymon ben Gamaliel:

Pewnego dnia znalazłem się w Saydan, gdzie podarowali mi miskę trzystu gatunków małych rybek (Talmud Jerozolimski, Shekalim 6.2).

O Betsaidzie wspominał żydowski historyk Józef Flawiusz. Według relacji Flawiusza, po śmierci Heroda Wielkiego Betsaida znalazła się w obrębie tetrarchii Filipa Tetrarchy, który miał podnieść status wsi (kome) Betsaida, do rangi miasta (polis) oraz nadać jej nową nazwę – Julias. Wprawdzie komentatorzy pism Flawiusza twierdzili, że nazwa ta miała uczcić córkę Oktawiana Augusta Julię, ale zdaniem historyków nazwa miasta prawdopodobnie pochodziła od Liwii Druzylli (matki panującego cesarza Tyberiusza), która po śmierci w 29 roku n.e. została zaliczona do rodu Juliuszów (Gens Iulia). Ponadto Pixner zwraca uwagę, że Julia została wygnana na wyspę Pandateria przez jej ojca Oktawiana Augusta w 2 roku p.n.e. „Encyklopedia archeologiczna Ziemi Świętej” podaje informację, że zmiana nazwy miała się wiązać bezpośrednio z nadaniem miejscowości praw polis, zaś miasto pierwotnie uzyskało nazwę Liwias, na cześć – nie córki cezara, ale Liwii Druzylli żony Oktawiana Augusta, która po śmierci cesarza zmieniła imię na Iulia Augusta, co w konsekwencji spowodowało zmianę nazwy miasta na Julias.
Betsaida-Julias prawdopodobnie była ulubionym miastem Filipa Tetrarchy, bowiem rozkazał on, by w tym mieście zbudowano dla niego grobowiec-mauzoleum. Tetrarcha został w nim pochowany po śmierci w 34 roku n.e.. Grobowiec ten jeszcze nie został odkryty. Flawiusz nie podaje daty, kiedy miasto uległo zniszczeniu. Biorąc pod uwagę historię regionu, można jedynie przypuszczać, że nastąpiło to w drugim roku trwania wojny żydowskiej. Flawiusz pisze o znaczącej roli, jaką miejscowość ta miała odegrać na samym początku pierwszego powstania żydowskiego (67 rok n.e.). W 67 roku, w czasie wojny żydowskiej (66–73) miasto zostało całkowicie zniszczone. Archeolodzy odkrywają wiele elementów które potwierdzają niszczycielski charakter bitwy, która toczyła się na tych terenach. W At-Tell odkrywane są wypalone cegły, fragmenty zwęglonego drewna, czy groty strzał.
Lokalizacja Betsaidy nad Jeziorem Tyberiadzkim mogła mieć znaczny wpływ na rozwój miejscowości i podwyższenie jej statusu przez Filipa Tetrarchę. Terytorium było wyposażone w port i leżało przy niezwykle ważnym szlaku Via Maris, łączącym Damaszek z Cezareą Nadmorską i dalej z Egiptem. Prawdopodobnie te same zalety zauważył brat Filipa Herod Antypas budując dwadzieścia lat później na zachodnim brzegu jeziora miasto Tyberiada. Betsaida była zamieszkiwana przez Żydów, Syryjczyków i Greków.
Pliniusz Starszy wspominał o Betsaidzie, nazywając ją „czarującym miastem nad jeziorem Genezaret”.
Z Betsaidą, poprzez domniemanie, utożsamiane bywa miasto Geszur. Miasto to jest wzmiankowane w jednym z datowanych na XIV w. Listów z Tell el-Amarna. Rami Arav w publikacji „The Fortified Cities of the Ṣiddim” (2015) spekuluje, że wymienione w Księdze Jozuego (Joz 19,35) duże, ufortyfikowane miasto Ṣer może być utożsamiane z Betsaidą, ponieważ była ona największym miastem epoki żelaza w regionie.

## Średniowieczneitinerariao Betsaidzie
Od czasów cesarza Konstantyna w wielu biblijnych miastach wznoszono kościoły. Z czasem, poszczególne loca sancta były odwiedzane przez pielgrzymów, którzy spisywali relacje z podróży w itinerariach. Zachowało się ich stosunkowo mało, a podczas lektury części z nich, można odnieść wrażenie, że poszczególni autorzy powtarzali jedynie obiegowe informacje, bez ich weryfikowania. Stąd do wartości historycznej szczegółów zawartych w itinerariach należy podchodzić z dystansem. W odniesieniu do Betsaidy ograniczano się raczej do informacji, że było to miasto Apostołów Piotra, Andrzeja i Filipa.

### Teodozjusz
Archidiakon Teodozjusz w itinerarium z 530 roku także podał wiadomość o tym, że z Betsaidy pochodziło wspomnianych trzech Apostołów. Ale twierdził, że w tym mieście był także rodzinny dom Apostołów: Jakuba i Jana, synów Zebedeusza. Teodozjusz określał odległość Betsaidy od Kafarnaum jako 6 mil, a z Betsaidy do Banjas (Cezarei Filipowej) 50 mil:

Od „Siedmiu Źródeł” [Tabgha] to dwie mile do Kafarnaum. Z Kafarnaum jest sześć mil do Betsaidy, gdzie narodzili się apostołowie Piotr, Andrzej, Filip i synowie Zebedeusza. Z Betsaidy jest pięćdziesiąt mil do Panias: to jest miejsce, w którym Jordan wznosi się z dwóch miejsc Ior i Da”.

### Arkulf
Biskup Arkulf (VII w.) wskazywał jedynie, że Betsaida leżała u ujścia Jordanu do jeziora Genezaret.

### Willibald
W 765 roku podróżujący po Palestynie św. Willibald, biskup Eichstätt relacjonował, że w Betsaidzie widział kościół zbudowany na miejscu domu Piotra i Andrzeja:

…stamtąd [z Kafarnaum], udali się do Betsaidy, do miasta Piotra i Andrzeja: w miejscu w którym pierwotnie stał ich dom jest teraz kościół.

Nie można wykluczyć, że kościół wspomniany w tekście Willibalda mógł być następcą domu modlitwy, który – według opisu przypisanego syryjskiemu autorowi Simonowi z Bassory – rzekomo został wzniesiony przez apostoła Filipa.

### Inni autorzy itinerariów
Sæwulf (1102 r.) oraz opat Daniel z Czernichowa (1106 r.) wskazywali lokalizację Betsaidy w pobliżu Magdali, Kafarnaum i Korozain. O Betsaidzie wspominali w relacjach także późniejsi pielgrzymi: Teodoryk (pielgrzym) (1172), mistrz Tietmar (1217), dominikanin Burchard z góry Syjon (1283), Rikold z Góry Krzyża Świętego, franciszkanin Odoryk de Foro Julii (1320), Jakub z Werony (1335), franciszkanin Mikołaj Poggibonsi (1347), Franciszek Suriano (1485).

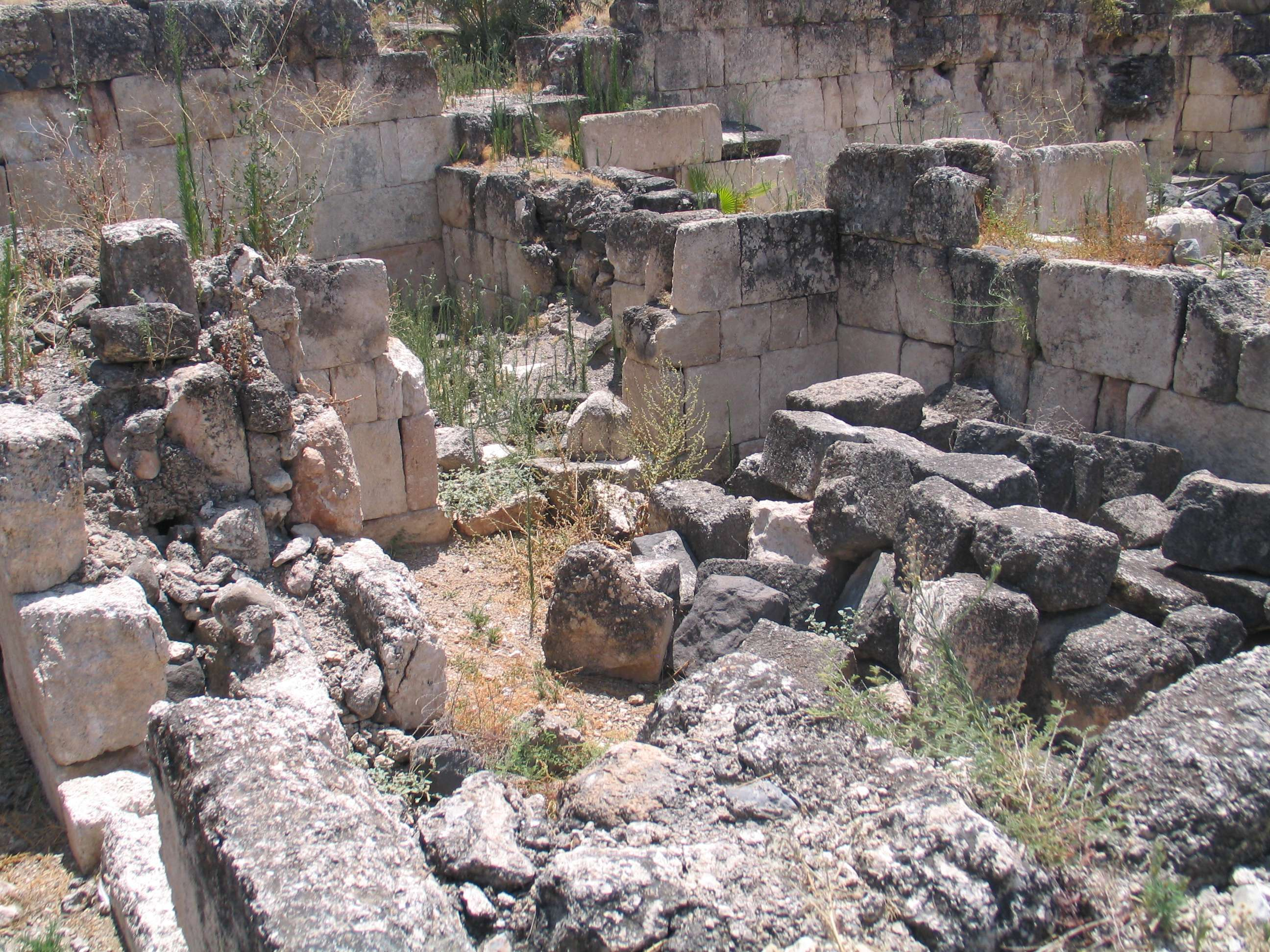
Ruiny pałacu Umajjadów w Al-Minje (ok. VIII w.)

## W okresie wypraw krzyżowych
10 listopada 1217 roku, podczas V wyprawy krzyżowej, w rejonie Betsaidy krzyżowcy pod wodzą króla Węgier Andrzeja II stoczyli zwycięską bitwę z wojskami sułtana Al-Adila. W okresie krzyżowców identyfikacja lokalizacji Betsaidy stała się zagmatwana. Jednak po trzynastym wieku pielgrzymi udający się do Betsaidy odwiedzili miejsce w pobliżu Khirbet Al-Minje.

## Nowożytne próby identyfikacji lokalizacji Betsaidy

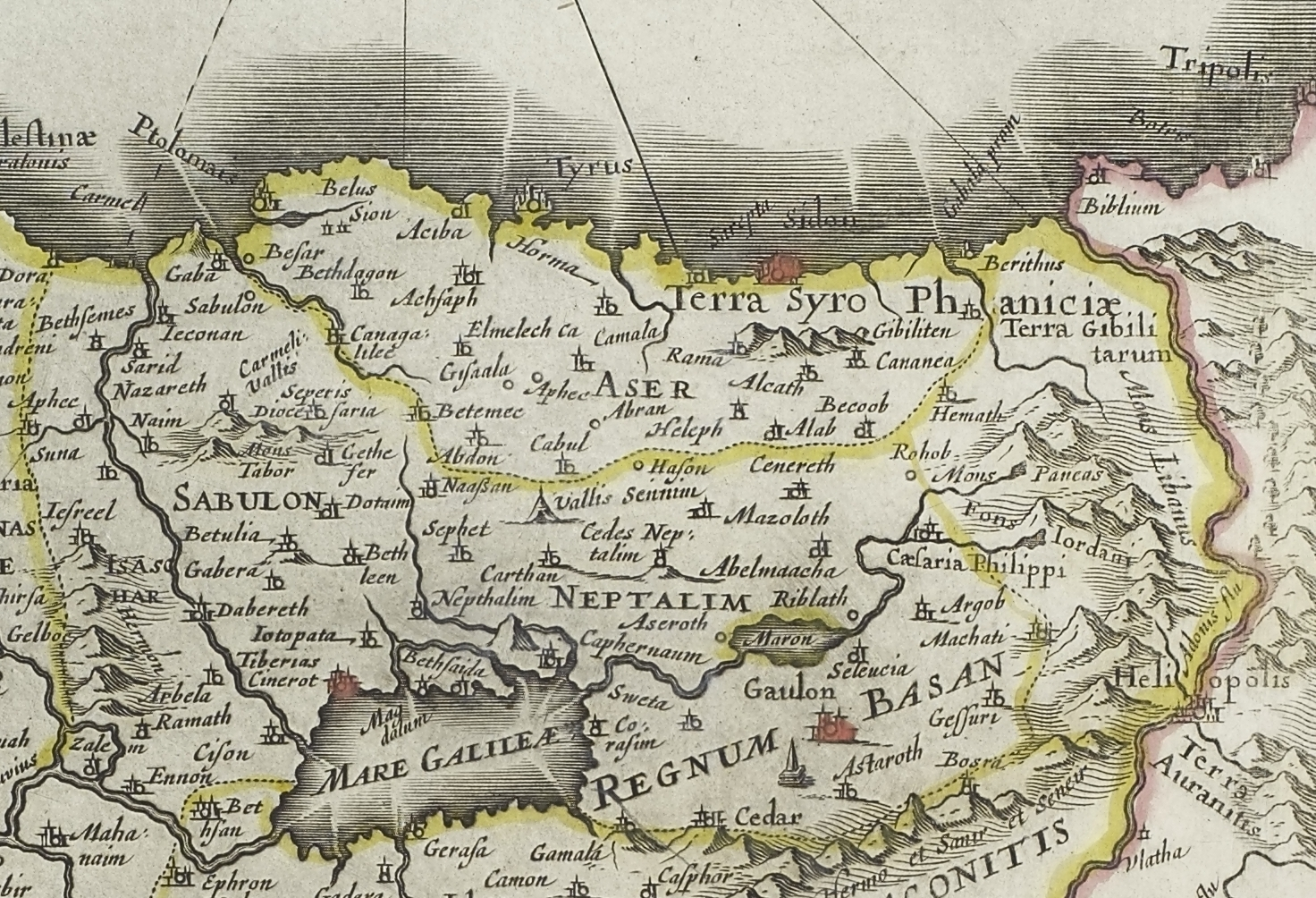
Mapa Ziemi Świętej z lat 1648–1664 (Willem Janszoon Blaeu i Joan Blaeu). Betsaida została zaznaczona między Tyberiadą a Kafarnaum

W 1562 roku nieznany z imienia franciszkanin opisał drogę wiodącą z Damaszku nad jezioro Genezaret, wskazując przy tym lokalizację Betsaidy w miejscu zwanym Al-Minije, które miało się znajdować pomiędzy Kafarnaum, a Tyberiadą:

…ad mare Galilee ad oppium dictum «ELMINI» olim Bethsaida patria s. Petri et Andree apostolorum.

Taka lokalizacja stawała się w późniejszych latach coraz powszechniejsza.
Kościół zbudowany w Betsaidzie nad domem Apostoła Piotra i Andrzeja wspominał w okresie między 1551 a 1564 franciszkanin Bonifacy z Raguzy. W 1583 roku ruiny kościoła zwiedzał marszałek wielki litewski Mikołaj Krzysztof Radziwiłł. W 1590 Holender Chrystian Adrian Cruis opisał poszczególne loca sancta i wykonał mapę. Betsaidę, a raczej dwa niezależne miejsca: „Julias” oraz drugie położone nieco bardziej na południe „pustynia Betsaida” („desertum Bethsaida”), ulokował po wschodniej stronie ujścia Jordanu. W 1598 roku Jan Cotovicius potwierdził fakt istnienia śladów dawnego kościoła w Betsaidzie, a rok później Aquilante Rocchetta ulokował Betsaidę w „Minie” (Al-Minje) wspominając, że obok ruin kościoła zbudowanego nad domem Apostołów funkcjonował karawanseraj.
Na początku XVIII w. franciszkański Kustosz Ziemi Świętej Francesco Quaresimus pisał o dwóch miejscowościach o nazwie Betsaida. Jedna (miasto lub wieś) miała znajdować się pomiędzy Magdalą a Kafarnaum, a druga – Julias Filipa Tetrarchy – po przeciwnej stronie Jordanu. Na części siedemnastowiecznych map Betsaida była lokowana na zachodnim brzegu jeziora, pomiędzy Kafarnaum a Tyberiadą.

## Próby identyfikacji lokalizacji
Na przestrzeni wieków wiedza o lokalizacji biblijnego miasta uległa zatarciu. Już w okresie krzyżowców identyfikacja lokalizacji Betsaidy stała się niejasna. Po trzynastym wieku pielgrzymi udający się do Betsaidy odwiedzili miejsce w pobliżu Khirbet Al-Minje. Dyskusja nad lokalizacją biblijnej Betsaidy rozpoczęła się dopiero po wizycie anglikańskiego duchownego i antropologa Richarda Pocockew w Palestynie w 1738 roku. W połowie lat 60. XX wieku Klemens Kopp, cytując opinię badającego blisko sto lat wcześniej kwestię lokalizacji Betsaidy archeologa E. Zickermana, uznał, iż możliwe jest, że „dzisiaj jego ruiny leżą pod aluwium rzeki, która przez tysiące lat odkładała masy ziemi i żwiru”.
W 1985 roku archeolog i biblista Bargil Pixner OSB użył stwierdzenia, że współcześnie trzy miejsca pretendują do uznania za lokalizację starożytnej Betsaidy: beduińska wioska Messadiye, Al-Aradż i At-Tall. Z czasem pod uwagę brano jedynie dwie ostatnie lokalizacje – dzisiejszą małą osadę Al-Aradż, oraz tell At-Tall. Przebieg dysputy na temat lokalizacji Betsaidy relacjonował artykuł prof. Ilony Skupińskiej-Løvset, dr. Przemysława Nowogórskiego, archeologów z Instytutu Archeologii Uniwersytetu Łódzkiego. Archeolodzy skupili się na badaniach At-Tall i odnaleźli tam wiele artefaktów, które pozwoliły na datowanie istniejącej w tym miejscu osady na wczesny brąz. Lokalizacja ta zdała się zyskiwać w opiniach archeologów znaczącą przewagę nad konkurującymi miejscami.
Gottlieb Schumacher zwracał uwagę, że Betsaida musiała raczej być położona przy linii brzegowej jeziora, a nie w głębi lądu. Zdaniem profesora archeologii biblijnej na Drew University Carla E. Savage’a, który współkierował pracami archeologicznymi na terenie At-Tall, współczesna lokalizacja Al-Aradż zdaje się pozornie przemawiać na korzyść tej osady jako biblijnej Betsaidy. Savage akceptował opinie Mendela Nuna dowodzące, że współczesny poziom wody w jeziorze Galilejskim nie różni się znacząco od tego, jaki był w I wieku, jednak zwrócił uwagę na długoterminowe zmiany geologiczne, o których w 1995 roku wspominali John F. Shroder (geolog, University of Nebraska Omaha) i Moshe Inbar (biolog, Uniwersytet w Hajfie) w publikacji „Geologic and Geographic Background to the Bethsaida Excavations”. Shroder i Inbar odrzucili kandydaturę Al-Aradż ze względu na niestabilność geologiczną terenu położonego na aluwialnej równinie, narażonej na regularne podtopienia czy tsunami pochodzenia tektonicznego. Shroder i Inbar wykazali, że na przestrzeni wieków linia brzegowa jeziora Genezaret w rejonie równiny Beteiha przesunęła się z lagunowego środowiska zapewniającego stanowisku At-Tall łatwy dostęp do głównej części jeziora, do dzisiejszego stanu suchego lądu. Zmiany wynikały z wypiętrzenia ziemi wzdłuż szczeliny tektonicznej przebiegającej na linii Morze Martwe-Jordan i wypiętrzania linii brzegowej w delcie Jordanu obok Betsaidy poprzez nanoszenie osadów przez Jordan. W kolejnych publikacjach wspomniani autorzy dowodzili, że na przełomie epok u podstawy stanowiska At-Tall istniał bezpośredni dostęp do wód jeziora, a tym samym At-Tall mogło być miejscowością, której ludność żyła z rybołówstwa.
W 2018 roku archeolodzy z Kinneret College oraz z Center for the Study of Ancient Judaism and Christian Origins odkryli ślady ruin kościoła chrześcijańskiego w Al-Aradż (Beit Habek) na północnym brzegu Jeziora Tyberiadzkiego. Odkryte zostały wówczas fragmenty marmurowych bloków, które najprawdopodobniej oddzielały prezbiterium kościoła od pozostałej części. W opinii zespołu badawczego odkrycie ruin chrześcijańskiego kościoła stanowi znaczne wzmocnienie tezy, że Al-Aradż jest tożsame z lokalizacją biblijnej Betsaidy.
Równocześnie naukowcy wskazali, że wcześniejsze założenia, że poziom jeziora utrzymywał się w okresie rzymskim 209 metrów poniżej poziomu morza, okazały się nieprawdziwe. Na terenie Al-Aradż odkryli bowiem warstwę rzymską znajdującą się 211 metrów p.p.m. Tym samym założenia Schumachera, Nuna i Savage’a w zakresie oceny ukształtowania terenu w okresie rzymskim i granic lokalizacji odkrywanej miejscowości podlegają przewartościowaniu.

### At-Tall

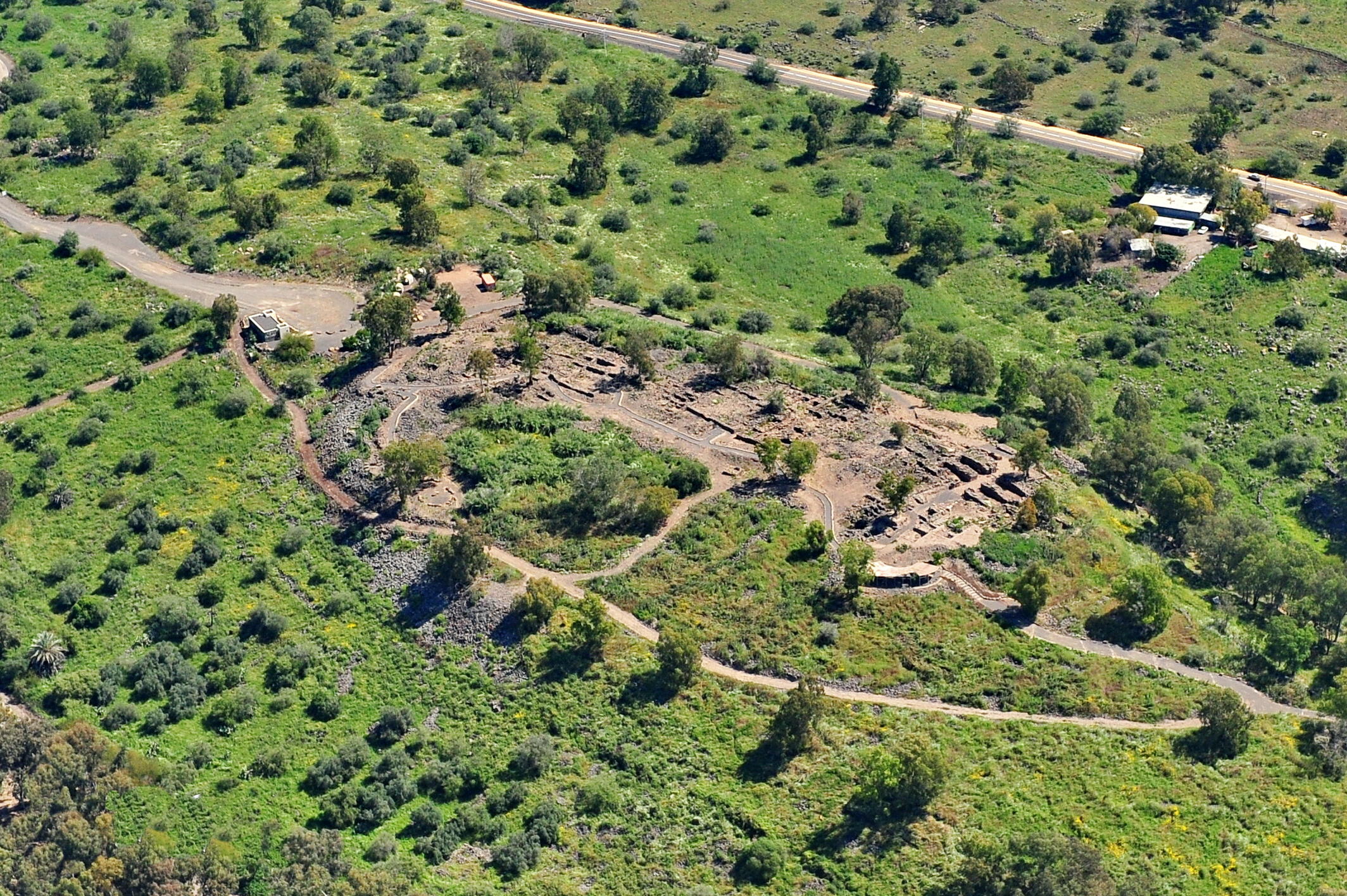
At-Tall

Kwestia lokalizacji Betsaidy, miasta wielokrotnie wzmiankowanego w Biblii, od dawna wzbudzała zainteresowanie archeologów. W 1838 roku amerykański protestancki teolog i biblista Edward Robinson podczas podróży po Palestynie, w czasie której zbierał materiały do publikacji Biblical Researches in Palestine and Adjacent Countries, jako pierwszy zaproponował identyfikację tellu położonego w północnym krańcu aluwialnej równiny Beteiha, w rejonie ujścia Jordanu do jeziora Genezaret z biblijną Betsaidą.
At-Tall znajduje się na bazaltowej ostrodze, w pobliżu dopływu Jordanu do jeziora. Tell obejmuje teren o rozmiarach 400×200 m i wznosi się 30 metrów nad żyzną doliną. Najwyżej położony punkt stanowiska zlokalizowany jest na poziomie 165,91 m p.p.m., czyli około 45 m ponad współczesnym poziomem lustra wody w jeziorze. Jordan jest oddalony od tellu o około 250 m w kierunku zachodnim. Przeprowadzane badania geologiczne i geomorfologiczne sugerowały, że w przeszłości dolina ta była częścią jeziora. Według tej teorii seria trzęsień ziemi miała spowodować gromadzenie się mułu, tworząc w ten sposób dolinę i powodować cofnięcie się północnego brzegu jeziora. Rezultatem tego procesu, który trwał aż do okresu hellenistycznego, miało być to, że Betsaida, która pierwotnie miała powstać nad brzegiem Jeziora Tyberiadzkiego, znalazła się około 1,5 km na północ od linii brzegowej. Naukowcy zakładali, że lustro jeziora w okresie rzymskim znajdowało się na poziomie 209 metrów p.p.m., ale odkrycia archeologów w 2017 zmuszają do rewizji tego poglądu. Podczas prac na stanowisku w pobliskim Al-Aradż warstwy pochodzące z późnego okresu rzymskiego zostały odkryte na poziomie 211 metrów poniżej poziomu morza. Odkrycie skłania więc do innej oceny ukształtowania terenu w okresie rzymskim.
12 czerwca 1967 roku, czyli w dzień po zakończeniu wojny sześciodniowej, benedyktyn, biblista i archeolog Bargil Pixner podróżując z Tabgi w stronę Wzgórz Golan, odwiedził tell zlokalizowany w rejonie ujścia Jordanu do Jeziora Tyberiadzkiego. Miejsce było zaminowane, ale Pixner dotarł na wzniesienie i zebrał odnalezione tam skorupy. Przeprowadzona później analiza laboratoryjna potwierdziła, że pochodzą z czasów rzymskich. Po zakończeniu działań wojennych część wzgórza została rozminowana, a syryjskie bunkry i okopy zostały zasypane ziemią. Nic nie wiadomo o losach ewentualnych zabytków odkopanych podczas działań wojskowych. W późniejszym okresie Pixner często odwiedzał At-Tall i odnajdywał liczne fragmenty wyrobów ceramicznych, które w opinii włoskiego franciszkanina, archeologa i ceramologa Stanislao Loffreda prezentowały cechy greckiej, rzymskiej, bizantyńskiej i arabskiej ceramiki.

#### Wykopaliska archeologiczne w At-Tall

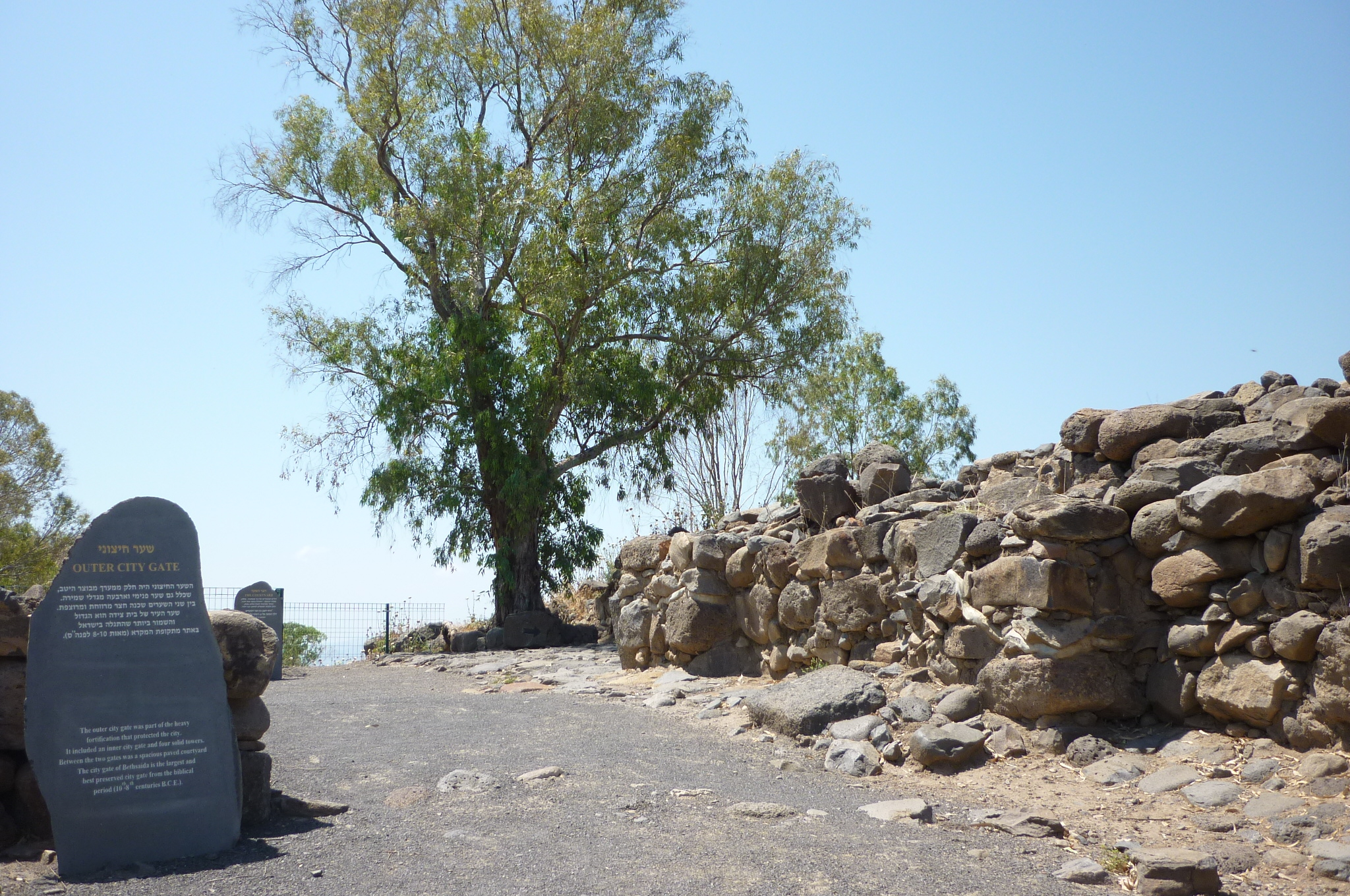
Fragment bramy zewnętrznej w At-Tall (stanowisko archeologiczne w Dystrykcie Północnym)

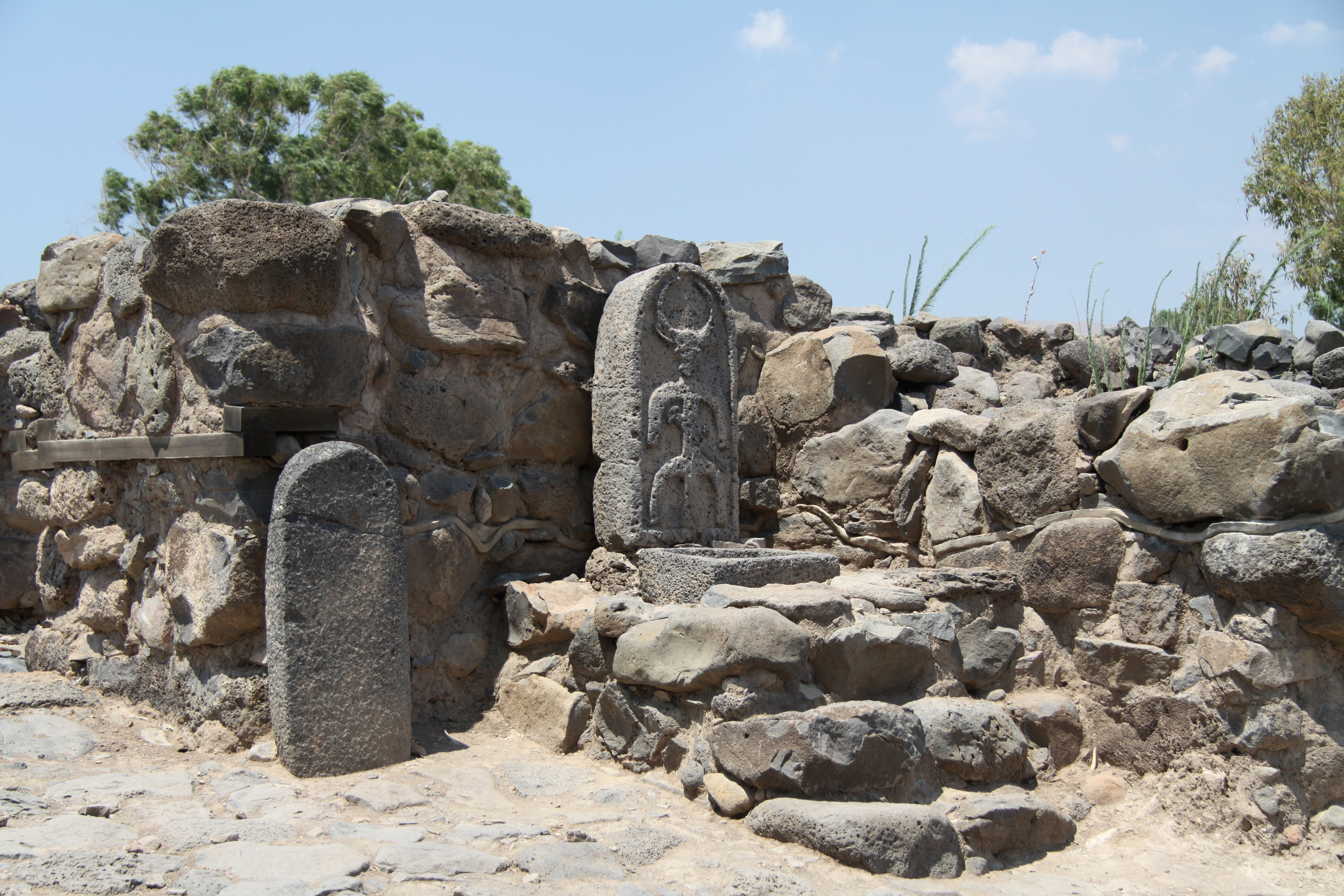
Bama z aramejską stelą w bramie At-Tall

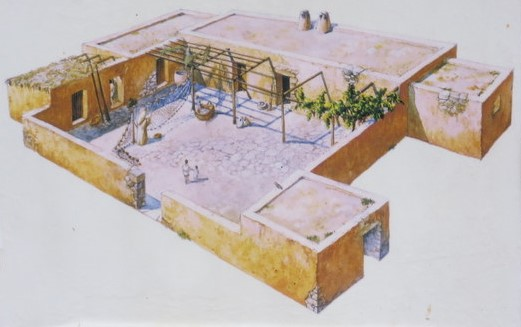
Dom rybaka z At-Tall. II w. p.n.e./I w. n.e.

Regularne prace sondażowe i wykopaliska archeologiczne były na tym terenie prowadzone od 1987 roku przez archeologów pod kierunkiem dr Ramiego Arava.
Wykopaliska wykazały, że osada na terenie At-Tall została założona w okresie wczesnego brązu (ok. 3300–3000 lat p.n.e.), a w X wieku p.n.e., w okresie biblijnym, powstało obronne miasto. W tym czasie obszary na północ i wschód od jeziora Galilejskiego były prawdopodobnie częścią aramejskiego królestwa Geszur. Jednak ani ówczesna nazwa miasta nie jest znana, ani też nie ma pewności co do jego przynależności do królestwa izraelskiego. Z tego miasta mogła pochodzić jedna z żon izraelskiego króla Dawida, matka Absaloma – Maaka, córka Talmaja, króla Geszuritów. Badania archeologiczne przeprowadzone w tym miejscu ujawniły ślady istnienia w tym okresie imponujących struktur i fortyfikacji. Można z tego wnioskować, że istniejąca w tym miejscu, charakteryzująca się dużą intensywnością zabudowy, jednostka osadnicza była stolicą Królestwa Geszur i siedzibą jego władców, a zwierzchnictwu izraelskiemu prawdopodobnie było jedynie poddane.
Miasto było podzielone na dwie części: część dolną, pokrywającą większość powierzchni kopca, oraz miasto górne – ulokowane w wyższej, północno-wschodniej jego części. W IX wieku p.n.e. górne miasto zostało otoczone masywnym, ufortyfikowanym murem z bramą zbudowaną z dużych kamieni bazaltowych. Mur miał szerokość 6 m, a mierzony wraz z przyporami – 8 metrów.
We wschodniej części murów odkryto kompleks bazaltowej bramy miejskiej. Składał się z bramy zewnętrznej i wewnętrznej. Brama zewnętrzna była usytuowana między dwiema masywnymi wieżami. Odkopane fragmenty wieży zachodniej mają wymiary 10×8 m. Z bramy zewnętrznej do wewnętrznego obwałowania (zachowane do wysokości 3 m) prowadził 30-metrowy wyłożony płaskimi bazaltowymi kamieniami chodnik. Jest to największa brama miejska z okresu biblijnego odkopana w Izraelu.
Odkryta w At-Tell brama charakteryzuje się różnorodnością elementów kultowych przed jej wewnętrzną częścią. Bama (hebr. במה bamah) – sanktuarium-ołtarz w bramie – miała wymiary 2,1×1,6 m i była zbudowana z otynkowanych kamieni bazaltowych. Na podwyższenie bamy wiodły dwa schodki. Na tyłach bamy stała stela o wysokości 115 cm, szerokości 59 cm i grubości 31 cm. Jej wierzchołek był zaokrąglony, a na frontowej części wyrzeźbiona była stylizowana postać rogatego byka. Rzeźba miała prawdopodobnie przedstawiać główne aramejskie bóstwo – Haddada – wzorowanym na mezopotamskim wyobrażeniu boga księżyca. Wewnątrz murów znajdował się szeroki, pokryty brukiem plac. Wzniesiony po jego północnej stronie bazaltowy budynek o wymiarach 28×15 m był pałacem królewskim. Główna sala pałacu służąca jako sala tronowa była otoczona ośmioma pomieszczeniami. Był to typowy aramejski układ budowli pałacowej.
Podczas prac wykopaliskowych odkryto także domy mieszkalne z tego samego okresu. Wzniesione były z bazaltu. Prawdopodobnie były dwukondygnacyjne, a pomieszczenia mieszkalne rozlokowane były wokół centralnego dziedzińca. W domostwach archeolodzy odkryli liczne fragmenty wyposażenia rybackiego: haczyki, sieci, żelazne kotwy i igły. Wśród zabudowań odkryto także piwnicę z ceramicznymi amforami na wino oraz narzędziami do przycinania krzewów winnych.
Na poziomie powyżej pozostałości bramy miejskiej z okresu biblijnego, archeolodzy odkryli fragmentaryczne szczątki fundamentów budowli datowanej na I wiek n.e. Był to budynek o szczególnie grubych murach. Miał wymiary 20×6 m. Wśród odnalezionych w tym miejscu artefaktów uwagę archeologów zwróciło wapienne popiersie (niewątpliwie przywiezione ze znacznej odległości), dekoracyjne elementy architektoniczne budynku, które świadczą o jego elegancji, elementy obrzędowe (w tym brązowe szufelki do kadzidła). Sugerują one, że budynek miał funkcję sakralną. Być może była to świątynia, którą Filip Tetrarcha wzniósł dla uczczenia Julii-Liwii. Wykopaliska w tym miejscu trwają.
Identyfikacja At-Tall z biblijną Betsaidą została zaproponowana już w 1838 roku przez Robinsona, ale nie została zaakceptowana przez większość współczesnych badaczy. Badania prowadzone od 1987 roku zdawały się rozwiewać wątpliwości i potwierdzać identyfikację. „Encyklopedia archeologiczna Ziemi Świętej” z 2002 roku utożsamiała At-Tall z lokalizacją biblijnej Betsaidy.

Laguna u ujścia Jordanu do Jeziora Tyberiadzkiego na fotografii z XIX w. Autor: Félix Bonfils (1831–1885)

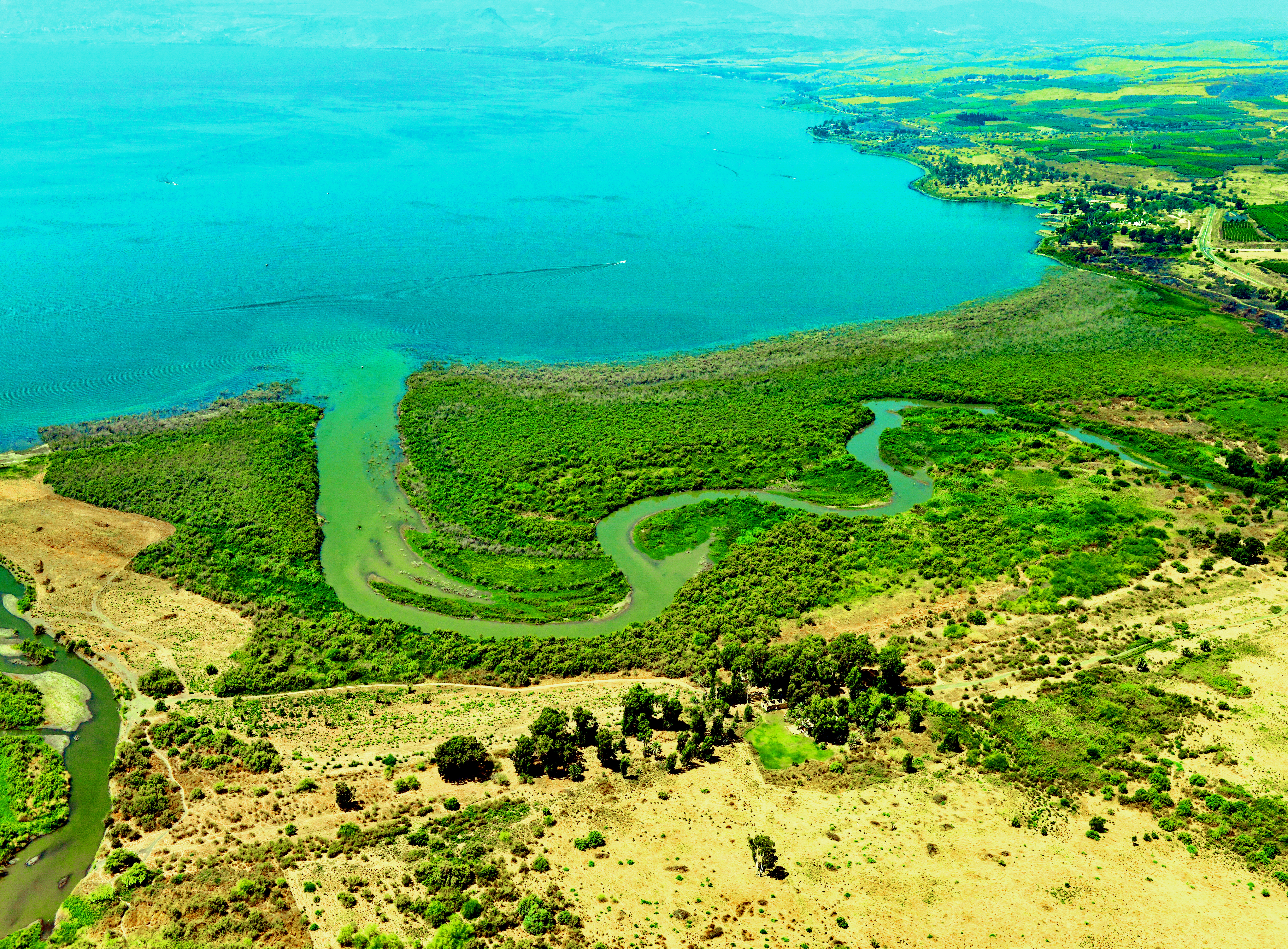
Rejon osady Al-Aradż

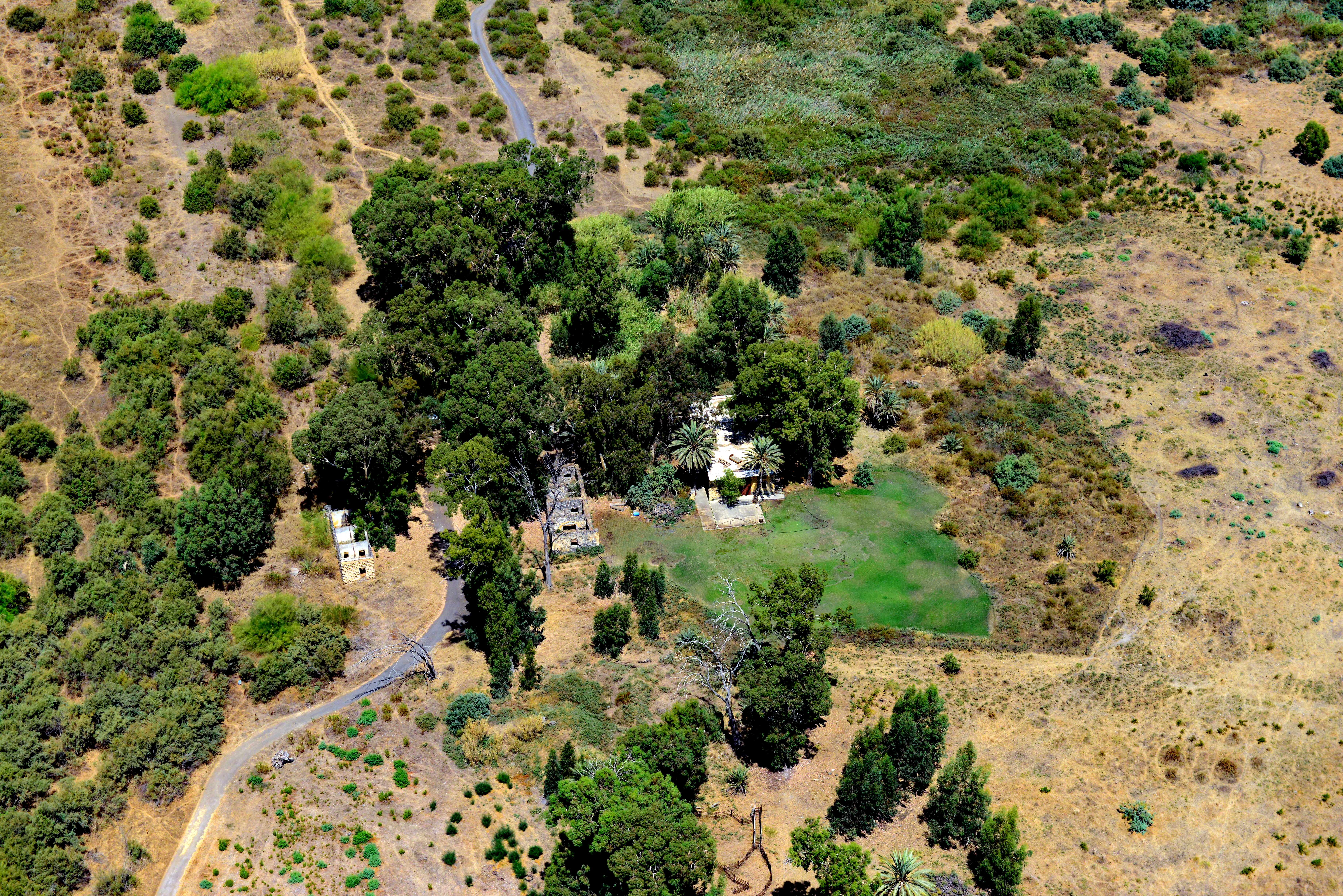
Al-Aradż (Beit Habek)

### Al-Aradż
Al-Aradż odwiedził w 1838 roku Edward Robinson, ale nie identyfikował tego miejsca jako możliwą lokalizację Betsaidy. Odnotował, że w miejscu tym było dużo fragmentów nieznanych mu skał wulkanicznych, a jedynym zauważonym starożytnym artefaktem był mały sarkofag zbudowany z tego samego materiału. Robinson, jadąc na mule w kierunku wschodnim wzdłuż wybrzeża, odwiedził także zlokalizowaną w pobliżu osadę Al-Mes'adiyeh. Zapisał, że budynki były zbudowane z takiego samego materiału wulkanicznego i w większości były zrujnowane, a tylko kilka służyło za magazyny na zboże i inne produkty.
Robinson stwierdził też, że położona między Al-Araj, Al-Mes'adiyeh i At-Tall równina Al-Batibah należy do najbardziej żyznych i płodnych terenów. Zanotował, że mieszkańcy uprawiają tam pszenicę, jęczmień, proso, kukurydzę, ryż, ogórki i tykwy, a część produktów jest zwożonych na targ w Damaszku.
W latach 70. XIX w. amerykański architekt i archeolog Gottlieb Schumacher zwrócił uwagę, iż stanowisko At-Tall było zlokalizowane w odległości około 2,5 km od linii brzegowej jeziora, co zdawało się przeczyć możliwości funkcjonowania tam miejscowości rybackiej. Zakwestionował identyfikację At-Tall z biblijną Betsaidą i zaproponował, by uznać za biblijną Betsaidę pozostałości Al-Aradż, położone przy współczesnej linii brzegowej. Część środowiska skłaniała się do propozycji Robinsona, a część do tezy zaproponowanej przez Schumachera. Jeszcze inny wariant zakładał istnienie dwóch miejscowości: rybackiej osady Al-Aradż i miasta Julias założonego przez Filipa Tetrarchę w miejscu obecnego At-Tall.
W 1889 Lawrence Oliphant opisywał, że ruiny Al-Aradż składają się z fundamentów starych murów oraz z bazaltowych bloków, zarówno obrobionych jak i naturalnych. Zwrócił uwagę, że owe bloki skalne ruin były używane przez ludność jako materiał do celów budowlanych. Ocenił też, że ruiny zajmowały ograniczony obszar.
Prace badawcze na terenie Al-Aradż były prowadzone od 1987 roku. Al-Aradż jest położone w odległości 2 km od At-Tall, i w przeszłości także bywało wskazywane jako kandydat do identyfikacji jako starożytna Betsaida. W maju 2014 roku zespół naukowców z North Central University, oraz z Kinneret College on the Sea of Galilee, Institute for Galilean Archaeology i Centre for Holy Lands Studies rozpoczęli sondażowe badania archeologiczne na terenie osady Al-Aradż. Już podczas wstępnych prac odkrywkowych odkryto elementy ceramiki z późnego okresu hellenistycznego oraz z I w n.e., fragmenty architektoniczne budynków publicznych i bizantyńskiej mozaiki. Na podstawie znalezionych obiektów naukowcy stwierdzili, że Al-Aradż może okazać się lokalizacją nowotestamentowej Betsaidy. W lipcu 2016 roku rozpoczęły się formalne prace wykopaliskowe w tym miejscu. Trzeci sezon wykopalisk przyniósł nowe odkrycia, które wzmocniły możliwość identyfikacji Al-Aradż ze starożytną żydowską wioską rybacką Betsaida. Do kluczowych odkryć należą pozostałości budowli zidentyfikowanej jako łaźnia rzymska. Istnienie łaźni świadczy o tym, że była tam rozwinięta kultura miejska, a tym samym, że było to miasto, a nie tylko wioska rybacka.
Nowe światło na ocenę prawdopodobnych losów terenu Al-Aradż rzucił fakt odkrycia przez archeologów starszej warstwy – pochodzącej z późnego okresu rzymskiego (czyli od I do III wieku n.e.) – dwa metry poniżej poziomu bizantyńskiego. Odkryta warstwa rzymska znajduje się 211 metrów poniżej poziomu morza. Do tego odkrycia większość archeologów zakładała, że poziom jeziora wynosił w okresie rzymskim 209 metrów poniżej poziomu morza, a tym samym rejon obecnej osady Al-Aradż znajdowałby się pod wodą. Odkrycie skłania do innej oceny ukształtowania terenu w okresie rzymskim i granic lokalizacji odkrywanej miejscowości.
W 2019 roku archeolodzy odkryli w Al-Aradż (Beit Habek) ślady istnienia ruin kościoła chrześcijańskiego. Odkryte zostały fragmenty marmurowych bloków, które najprawdopodobniej oddzielały prezbiterium kościoła od pozostałej części. Znaleziono także małe szklane elementy, które stanowiły składowe części mozaiki wykonanej we wnętrzu bazyliki – prawdopodobnie pochodzącej ze środkowej nawy. Fakt odkrycia śladów istnienia mozaiki stanowił potwierdzenie, że były to ruiny świątyni, bowiem w czasach, kiedy prawdopodobnie powstawała, zdobienia takie wykonywano jedynie w świątyniach. Elementy dekoracyjne świadczą o tym, że był to duży kościół. Badacze wskazują, że odkrycie ruin chrześcijańskiego kościoła stanowi znaczne wzmocnienie tezy identyfikowania tego miejsca jako biblijnej Betsaidy. Naukowcy nie dokonali datowania ruin kościoła, ale przyjmują, że pochodzą z V wieku naszej ery.
Naukowcy poinformowali, że zabudowania odkrywanej miejscowości rozciągały się na bardzo dużym obszarze. W odległości 100 metrów od rejonu wykopalisk odkryto pozostałości prywatnego domu z okresu rzymskiego, którego wiek datowano na III w n.e. W domu znaleziono ceramikę, monety, ciężarki do sieci rybackich i piec do gotowania. Przeprowadzone badania geofizyczne wykazały, że pod powierzchnią terenu delty Jordanu zachowały się pozostałości wielu budynków.

### Teza o istnieniu dwóch miejscowości o nawie Betsaida
W 1880 francuski eksplorator i archeolog amator Victor Guérin wysunął tezę, że prawdopodobnie istniały dwie miejscowości o nawie Betsaida – jedna po zachodniej stronie ujścia Jordanu – wioska rybacka, która była nazywana „Betsaidą Galilejską”, w której mieścił się dom rodzinny Piotra, Filipa i Andrzeja, a druga po wschodniej stronie ujścia rzeki, jako Julias wzniesione przez Filipa Tetrarchę. Pierwszą z nich należałoby identyfikować z Al-Aradż, a drugą z At-Tall. Zdaniem Guérina obie miejscowości mogły być połączone ze sobą funkcjonalnie. Wioska rybacka mogła z powodzeniem koegzystować z nowym miastem, które leżało w jej bezpośrednim sąsiedztwie Via Maris i miało mieć zwierzchność nad całą żyzną równiną Al-Batibah. W 1963 roku izraelski archeolog i historyk Michael Avi-Yonah powtórzył tezę, że pierwotnie Betsaida istniała jako wioska rybacka w pobliżu ujścia Jordanu do Jeziora Tyberiadzkiego (obecnie osada Al-Aradż). Filip Tetrarcha miał rozbudować ją w miasto, którego nazwę zmienił na Julias, ale miał także zbudować w bezpośrednim sąsiedztwie nowe miasto (At-Tall), któremu także nadał nazwę Julias. I w tym drugim mieście miał zostać pochowany. Mimo iż identyfikacja taka nie była pewna, to popierali je także inni badacze.
Funkcjonowanie, w stosunkowo małej odległości od siebie, dwóch miejscowości o tej samej nazwie zdaje się być możliwe. Naukowcy odnotowują przypadki stosowania takiej samej nazwy dla różnych miejscowości. Oprócz Betlejem w Judei naukowcy znają także miejscowość o tej nazwie położoną w Galilei.
Oprócz miasta Beer Szewa na pustyni Negew istniała także Beer Szewa w Galilei. Betel, miasto biblijne na ziemiach Efraima, miało także swojego odpowiednika w innej części Izraela. Oprócz Bet Szemesz koło Jerozolimy, istniało także aż pięć innych miejscowości o takiej samej nazwie: w Judei, w Egipcie, na ziemiach pokolenia Issachara, Naftalego, Dana i w północnej Galilei. Istniały trzy miejscowości o nazwie Beth Zayit (Betesda), dwie Betanie, cztery miejscowości o nazwie Hazor, dwie o nazwie Tzefat (Safed).
Wspomniana teza o istnieniu dwóch miejscowości o nawie Betsaida pozwalała także na pogodzenie relacji średniowiecznych pisarzy, według których Betsaida miała leżeć na zachód od rzeki Jordan, z opisem Flawiusza, który wyraźnie mówił, że Betsaida znajdowała się w Dolnej Gaulanitydzie (Golan).